# Erythropitta macklotii
La pita de Nueva Guinea (Erythropitta macklotii) es una especie de ave paseriforme de la familia Pittidae propia de Nueva Guinea, el norte de la península del cabo York y algunas islas menores aledañas. Anteriormente se consideraba una subespecie de la pita ventrirroja.

## Distribución y hábitat
Se encuentra en Nueva Guinea, las islas Kai, las islas Aru, las Raja Ampat, Yapen, las islas de Entrecasteaux, las islas del estrecho de Torres y el norte de la península del cabo York. Su hábitat natural son los bosques húmedos tropicales, por debajo de los 1.800 metros de altitud.